# Microrégion de Rio do Sul
La microrégion de Rio do Sul est l'une des quatre microrégions qui subdivisent la région de la vallée du rio Itajaí de l'État de Santa Catarina au Brésil.
Elle comporte vingt municipalités qui regroupaient 204 913 habitants après le recensement de 2010 pour une superficie totale de 5 270 km2.

## Municipalités
- Agronômica
- Aurora
- Braço do Trombudo
- Dona Emma
- Ibirama
- José Boiteux
- Laurentino
- Lontras
- Mirim Doce
- Pouso Redondo
- Presidente Getúlio
- Presidente Nereu
- Rio do Campo
- Rio do Oeste
- Rio do Sul
- Salete
- Taió
- Trombudo Central
- Vitor Meireles
- Witmarsum